# Pedro Tinoco
Pedro Rafael Tinoco Jiménez (Caracas, 4 de octubre de 1927 - Denver, 31 de marzo de 1993) fue un banquero, político y abogado venezolano. Detentó un rol prominente en la vida pública de Venezuela, sirviendo como Ministro de Hacienda en el lapso 1969-1972, durante el primer gobierno de Rafael Caldera y como presidente del Banco Central de Venezuela entre 1989 y 1992, durante la segunda presidencia de Carlos Andrés Pérez. Adicionalmente fue fundador del Movimiento Nacional Desarrollista, partido por el que fue candidato a la Presidencia de la República de Venezuela en las elecciones de 1973.
Además de su actuación en la política nacional, Tinoco fue Socio principal y Director del Escritorio Jurídico Tinoco, Travieso, Planchart, Erminy & Asociados desde 1948 hasta su muerte en 1992, siendo este uno de los principales buffetes de abogados del país. Adicionalmente fue Presidente del Banco Mercantil entre de 1967 a 1973 y posteriormente presidió el Banco Latino de 1975 a 1989, entidad bancaria de la cual además fue el propietario del 34% de las acciones.
Con frecuencia llamado Tinoco hijo o Dr. Tinoco, para diferenciarlo de su padre, Pedro Tinoco Smith, quien fuese Ministro del Interior durante la dictadura de Juan Vicente Gómez, Pedro Tinoco también fue diputado al Congreso Nacional, presidente del Consejo Bancario Nacional y de la Asociación Bancaria Nacional. También ejerció como profesor en las cátedras de Hacienda Pública y de Economía Política en la Universidad Central de Venezuela. 
Además fue fundador y primer presidente del Instituto de Capacitación Bancaria; miembro del Consejo Nacional de Energía, miembro del Directorio de CORDIPLAN, Director Ejecutivo de Fedecámaras y miembro fundador del Comité Delegado Central de Acción Venezolana Independiente. 

## Biografía
Se graduó de abogado en la Universidad Central de Venezuela en 1948. Fue socio principal del Escritorio Jurídico Tinoco, Travieso, Planchart, Erminy & Asociados, desde su graduación. Renunció a la presidencia del Banco Latino en 1989 para asumir la presidencia del Banco Central de Venezuela el 2 de febrero de 1989, permaneciendo en el cargo hasta el 28 de febrero de 1992.
Las políticas de Tinoco al timón del BCV incluían una liberalización de las tasas de intereses del país con escasa supervisión bancaria efectiva, lo que le permitió al Banco Latino, que era el banco más endeudado del país en 1988, pasar de ser el quinto al segundo banco más importante de Venezuela. Justamente, y como resultado de dichas medidas, el Banco Latino fue el primero en quebrar durante la crisis bancaria de 1994.
Durante 1989 y 1990, producto de la escasez de monedas de níquel, el BCV bajo la presidencia de Tinoco emitió billetes de 1 y 2 bolívares, que la ciudadanía apodó como «Tinoquitos» en referencia al apellido del presidente del BCV.
Fue candidato presidencial del Movimiento Desarrollista en las elecciones de 1973, en la cual fue uno de los 4 candidatos que se identificaron con la corriente política del exdictador Marcos Pérez Jiménez, opción que finalmente contó con menos del 1% del total.

## Publicaciones
Entre sus publicaciones pueden mencionarse las siguientes: Comentarios a la Ley del Impuesto sobre la Renta; Petróleo, Factor de Desarrollo; Carta Económica de Mérida; Un Programa de Desarrollo; Planificación Democrática y El Estado Eficaz.

## Condecoraciones
Fue honrado con diversas condecoraciones, a saber: Gran Cordón, Orden del Libertador; Cruz de las Fuerzas Armadas, Primera Clase; Cruz de las Fuerzas Aéreas Venezolanas, Primera Clase; Cruz de las Fuerzas Terrestres Venezolanas, Primera Clase; Orden de Andrés Bello, Primera Clase ; Orden al Mérito Naval, Primera Clase; Orden Francisco de Miranda, Primera Clase; Orden al mérito en el trabajo, Primera Clase; Orden Diego de Losada, Primera Clase; Orden Cruz de Boyacá, República de Colombia; Orden al Mérito, Grado de Commendatore, República Italiana; Orden de Isabel La Católica, Comendador de Número, República Española; Orden de Quetzal, en Grado de Gran Oficial, Guatemala.